# William Lyon Mackenzie King
William Lyon Mackenzie King (Kitchener, 17 de diciembre de 1874 - Chelsea, 22 de julio de 1950) fue un abogado, político y estadista canadiense que ejerció como primer ministro de Canadá por tres periodos no consecutivos: de 1921 a 1926, de 1926 a 1930 y de 1935 a 1948.
King fue la figura central de la política canadiense desde la década de 1920 hasta su retiro en 1948. Es principalmente conocido por su liderazgo durante la Gran Depresión y la Segunda Guerra Mundial, así como por su rol en la creación de la Canadá moderna, especialmente el estado de bienestar. Es hasta ahora el primer ministro canadiense con más años en el poder, con un total de 21 años.

## Biografía
King nació en una casa de madera alquilada por sus padres en 43 Benton Street en Berlin (ahora Kitchener), Ontario, hijo de John King e Isabel Grace Mackenzie.  Su abuelo materno fue William Lyon Mackenzie, primer alcalde de Toronto y líder de la Rebelión del Alto Canadá en 1837. Su padre fue abogado y más tarde profesor en la Facultad de Derecho de Osgoode Hall. King tenía tres hermanos: su hermana mayor Isabel "Bella" Christina Grace (1873-1915), su hermana menor Janet "Jennie" Lindsey (1876-1962) y su hermano menor Dougall Macdougall "Max" (1878-1922).
Estudió en la escuela central de su ciudad natal y pasó a la Universidad de Toronto, donde se graduó de abogado. Obtuvo otras maestrías en Harvard y Chicago.  Mientras estudiaba en Toronto, conoció a un amplio círculo de amigos, muchos de los cuales llegaron a ser figuras prominentes. Fue uno de los primeros miembros y directivo de la Sociedad Kappa Alpha, que incluía a varias de estas personas (dos futuros jueces de la Corte Suprema de Ontario y el futuro presidente de la propia universidad). Esta sociedad fomentaba el debate sobre ideas políticas. Simultáneamente, formó parte de la Sociedad Literaria junto con Arthur Meighen, un futuro rival político.
Militante liberal, en 1900 se convirtió en viceministro de Trabajo, siendo titular de la cartera en 1909-1911. Parlamentario por Waterloo North (1908-1911), Prince (1919-1921), York North (1921-1925), Príncipe Alberto (1926-1945) y Glengarry (1945-1948).
Era primer ministro de Canadá (1921-1926), (1926-1930) y (1935-1948). En este cargo, favoreció la reforma social sin socialismo; dirigió el gobierno con ayuda de una alianza de liberales y progresistas. Efectuó una relación más independiente entre la Commonwealth y Gran Bretaña. Durante y después de la Segunda Guerra Mundial, King unificó un país constantemente dividido entre sus constituyentes ingleses y franceses.
Se jubiló de abogado y político en 1948 retirándose a vivir en Toronto, donde se dedicó a escribir columnas a diversos periódicos hasta su muerte, acaecida en 1950 a causa de una neumonía.
En la numismática King aparece en los billetes de 50 dólares canadienses.